# Cyanopepla basimacula
Cyanopepla basimacula är en fjärilsart som beskrevs av George Francis Hampson 1898. Cyanopepla basimacula ingår i släktet Cyanopepla och familjen björnspinnare. Inga underarter finns listade i Catalogue of Life.